# Tadalafil
Tadalafil – organiczny związek chemiczny, lek przeznaczony dla mężczyzn z zaburzeniem erekcji. Należy do grupy leków nazywanych inhibitorami fosfodiesterazy typu 5. Po stymulacji seksualnej, tadalafil pomaga w rozszerzeniu naczyń krwionośnych członka, co umożliwia napływ krwi do członka. W wyniku tego dochodzi do poprawy erekcji. Tadalafil nie pomaga pacjentom, u których nie występują zaburzenia erekcji.
W Polsce jest dostępny w preparacie o nazwie handlowej Cialis[niewiarygodne źródło?].